# تفشي الجدري في المملكة المتحدة عام 1966

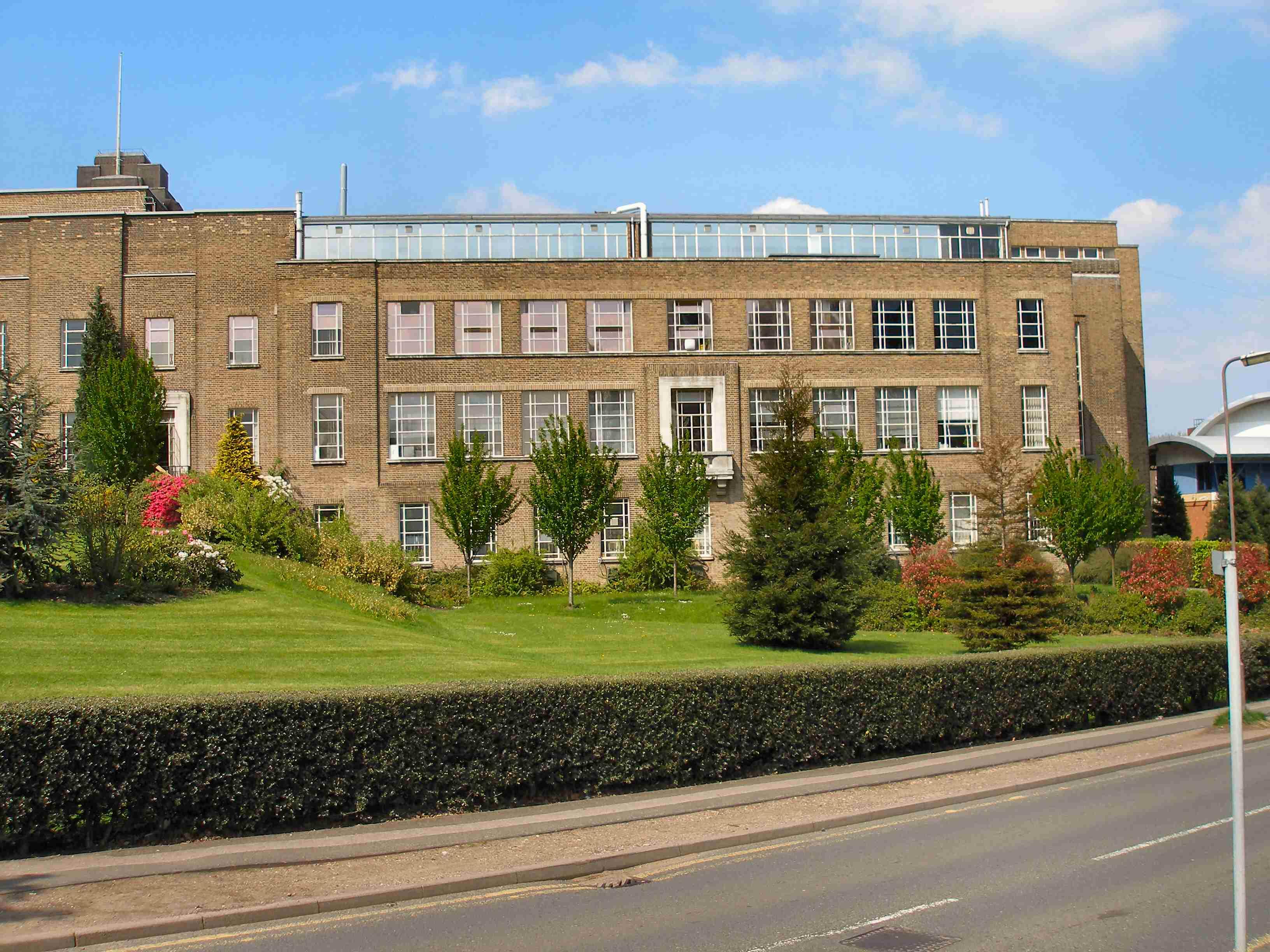
الجناح الشرقي لكلية الطب بجامعة برمنجهام

كان تفشي الجدري عام 1966 في المملكة المتحدة (بالإنجليزية: 1966 smallpox outbreak in the United Kingdom)‏ تفشي لمرض الجدري الخفيف والذي بدأ مع توني ماكلينان، وهو مصور في كلية الطب في برمنغهام، التي كانت تضم مختبر للجدري حيث حدث آخر تفشي مميت للجدري بعد 12 عام، والذي بدأ أيضا مع مصورة طبية تدعى جانيت باركر.

## انظر ايضا
- تفشي مرض الجدري في سيدني عام 1789
- وباء الجدري في أيسلندا 1707–1709